# Rivière Crow (Ontario)
La rivière Crow est une rivière du bassin hydrographique du fleuve Saint-Laurent dans le  territoire non organisé du Sud de Nipissing, dans le Nord-Est de l'Ontario, au Canada. La rivière coule entièrement dans le parc provincial Algonquin et est un affluent rive droite de la rivière Petawawa .

## Cours
La rivière prend sa source au lac Inez dans le canton géographique de Freswick et coule vers le sud dans le canton géographique de Bower jusqu'au lac Redrock, puis vers l'est jusqu'au lac Proulx, puis au nord-ouest jusqu'au lac Little Crow et Big Crow Lake. Il se dirige vers le nord-est par une série de rapides, entre dans le canton géographique d'Anglin et atteint la baie Crow sur le lac Lavielle. La rivière quitte le nord-est au-dessus du barrage du lac Lavielle, entre dans le canton géographique de White, passe par une série de rapides, tourne au nord-ouest, puis se dirige vers le nord et atteint son embouchure à la rivière Petawawa. La rivière Petawawa se déverse dans la rivière des Outaouais qui conflue avec le fleuve Saint-Laurent .

## Affluents
- Moon Creek (gauche)
- Ruisseau White Partridge (droite)
- Ruisseau Okahan (gauche)
- Lac Lavielle
  - Ruisseau Thomas (droite)
  - Ruisseau Osprey (droite)
  - Dickson Creek (droite)
  - Ruisseau Farncomb (gauche)
  - Ruisseau Abbe (gauche)
  - Ruisseau Woodcock (gauche)
- Ruisseau Thrush (gauche)
- Ruisseau Shadfly (gauche)
- Ruisseau Koko (droite)
- Ruisseau Nepawin (gauche)
- Ruisseau Diver (droite)